# Pastinaca psaridiana
Pastinaca psaridiana är en flockblommig växtart som beskrevs av Calest. Pastinaca psaridiana ingår i släktet palsternackor, och familjen flockblommiga växter. Inga underarter finns listade i Catalogue of Life.